# Старобайсаровское сельское поселение
Старобайсаровское се́льское поселе́ние — муниципальное образование в Актанышском районе Татарстана Российской Федерации.
Административный центр — село Старое Байсарово.

## История
Статус и границы сельского поселения установлены Законом Республики Татарстан от 31 января 2005 года № 13-ЗРТ «Об установлении границ территорий и статусе муниципального образования "Актанышский муниципальный район" и муниципальных образований в его составе».

## Население
| 2010 | 2011  | 2012 | 2013 | 2014 | 2015 | 2016 |
| ---- | ----- | ---- | ---- | ---- | ---- | ---- |
| 1002 | ↘1001 | ↘989 | ↘977 | ↘966 | ↘943 | ↗959 |
| 2017 | 2018  | 2019 | 2020 |      |      |      |
| ↘941 | ↘919  | ↘913 | ↘892 |      |      |      |

## Состав сельского поселения
| № | Населённый пункт | Тип населённого пункта       | Население |
| - | ---------------- | ---------------------------- | --------- |
| 1 | Новое Байсарово  | деревня                      |           |
| 2 | Старое Байсарово | село, административный центр |           |
| 3 | Чишмабаш         | деревня                      |           |
| 4 | Чиялек           | деревня                      |           |